# Красуня блискуча кримська
Красуня блискуча кримська (Calopteryx splendens taurica) — підвид бабок з родини красуневих.

## Морфологічні ознаки
Самці: крила біля основи та вершини прозорі, посередині з широкою темно-синьою металевою блискучою смугою. Самиці: крила зеленкуваті з металево-зеленим жилкуванням. Тіло — 34–39, крила 30–35 мм. Режим збереження та заходи охорони: Потрібно вивчити специфічні особливості виду, створити ентомологічні заказники у місцях з підвищеною чисельністю виду.

## Поширення
Кримський півострів, гірський Крим та передгір'я, південне узбережжя. Ендемік.

## Особливості біології
Зустрічається біля водойм та берегів гірських водотоків. Ймовірно, має дворічну генерацію. Літ імаго — у травні–червні. Хижак, поїдає дрібних комах. Личинки живляться водяними комахами.

## Загрози та охорона
Загрози: найімовірніше, антропогенні перетворення водойм та водотоків, де зустрічаються личинки. Природоохоронний статус: вразливий.